# Where Have All the Flowers Gone
«Where Have All the Flowers Gone?» (1961) — антивоенная песня в стиле фолк. Первые три её куплета написал в 1955 году Пит Сигер, а остальные в 1960 году написал Джо Хикерсон. В 2010 журнал New Statesman включил эту песню в список 20 самых известных песен политического содержания.

## Создание
В 1955 году американский бард Питер Сигер, сидя в самолёте, перечитывал понравившиеся ему три строчки из песни из романа Михаила Шолохова «Тихий Дон» (в переводе на английский), которые он выписал в свою записную книжку: «Where are the flowers? The girls have plucked them. Where are the girls? They’ve taken husbands. Where are the men? They’re all in the army» («Где все цветы? Их девушки собрали. А где все девушки? Они вышли замуж. А где же мужья их? Все они в армии»).
Неожиданно один пассажир сказал своей жене: «Когда же они наконец научатся?!» (он говорил о своих детях). После этих слов в голове Сигера что-то соединилось, и он быстро дописал песню, придумав несколько куплетов.
В оригинале песня (колыбельная) из романа (глава 3 первой книги «Тихого Дона») звучит так:

— Колода-дуда,

Иде ж ты была?

— Коней стерегла.

— Чего выстерегла?

— Коня с седлом,

С золотым махром…

— А иде ж твой конь?

— За воротами стоит,

— А иде ж ворота?

— Вода унесла.

— А иде ж гуси?

— В камыш ушли.

— А иде ж камыш?

— Девки выжали.

— А иде ж девки?

— Девки замуж ушли.

— А иде ж казаки?

— На войну пошли…— «Тихий Дон»
Песня стала известной в США после того, как её почти одновременно запели Пит Сигер, Джоан Баэз и Рой Орбисон, а в Европе её на английском и в немецком переводе пела Марлен Дитрих. Эта песня также использована в фильме «Форрест Гамп», в телесериале «Коломбо» (эпизод «Ставка больше, чем смерть», 15 декабря 1991).
Пит Сигер в 2004 г. обсуждал с российским автором книг о фолк-музыке Валерием Писигиным возможность пожертвования в Россию средств, полученных в виде роялти за песню, так как эта песня отчасти заимствована у «русского народа».

### Переводы
Существует русский перевод песни «Где цветы минувших дней?», выполненный Татьяной Сикорской. В русском переводе в фильме-концерте «Найди свою песню» (1976 г.) эту песню исполнила Жанна Бичевская. В другом русском переводе позднее её исполняла группа «Мегаполис» вместе с Машей Макаровой. В переводе Роберта Рождественского (на мелодию Валерия Гаины) под названием «Баллада» песню исполняла группа «Круиз», а также один из её бывших солистов Владимир Пресняков (младший).
Немецкий текст песни «Sag mir, wo die Blumen sind» написал Макс Кольпет, в дополнение к оригинальному тексту он использовал стихотворение Иоганна Георга Якоби «Nach einem alten Lied (Sagt wo sind die Veilchen hin)» 1782 года. Эта версия широко известна в исполнении Марлен Дитрих. Дитрих также исполняла французскую версию «Où vont les fleurs», основанную на тексте Рене Рузо и Франсиса Лемарка. Другая французская версия — «Que sont devenues les fleurs?» — известна в исполнении Далиды, она содержит 4 строфы.
Существует три варианта чешского перевода песни. Наиболее известен вариант Йиржины Фикейзовой «Řekni kde ty kytky ksou», который исполняли Юдита Чержовская, Мария Роттрова и Марта Кубишова. Кроме того, Кубишова пела песню на слова Яна Шнайдера «Kdo tem rožím vůni vať». В репертуаре группы Spirituál quintet есть версия со словами Иво Маха и Иржи Тихоты «Kdepak všechny květy jsou».

## В литературе
В рассказе Леонарда Ташнета «Автомобильная чума» главный герой Петер Гамильтон «садится на крышку и, аккомпанируя себе на гитаре, поёт модную песенку "Куда исчезли все цветы?". От начала и до конца».
В романе Харуки Мураками «Норвежский лес»: «Мидори спела одну за другой „Lemon Tree“, „Puff“, „500 Miles“, „Where Have All The Flowers Gone“, „Michael, Row the Boat Ashore“».